# Jeune fille sous le ciel bleu
Pour plus de détails, voir Fiche technique et Distribution.
Jeune fille sous le ciel bleu (青空娘, Aozora musume) est un film japonais réalisé par Yasuzō Masumura, sorti en 1957.

## Synopsis
Une jeune fille, élevée à la campagne à la différence de ses trois frères et sœurs, s'apprête à rejoindre sa famille à Tokyo quand elle apprend une nouvelle qui va bouleverser sa vie.

## Fiche technique
- Titre : Jeune fille sous le ciel bleu[1]
- Titre original : 青空娘 (Aozora musume?)
- Réalisation : Yasuzō Masumura
- Scénario : Yoshio Shirasaka, d'après un roman de Keita Genji (ja)
- Photographie : Michio Takahashi
- Montage : Tatsuji Nakashizu
- Musique : Taichirō Kosugi (ja)
- Production : Daiei
- Pays d'origine :  Japon
- Langue originale : japonais
- Format : couleur (Daieiscope) - 1,37:1 - 35 mm - Son mono
- Genre : drame
- Durée : 89 min[2] (métrage : 10 bobines - 2415 m[2])
- Date de sortie :
  - Japon : 8 octobre 1957[2]

## Distribution
- Ayako Wakao : Yuko Ono, la jeune fille
- Kenji Sugawara : Keikichi Futami, un instituteur apprécié de la gent féminine
- Hisako Takihana : la grande-mere de Yuko
- Keizō Kawasaki : Ryōsuke Hirooka, un jeune et riche héritier
- Chieko Higashiyama : Shizue Hirooka, la mère de Ryōsuke
- Kinzō Shin : Eiichi Ono, le père de Yuko
- Sadako Sawamura : Tatsuko Ono, la belle-mère de Yuko
- Kuniko Miyake : Machiko Mimura, la vraie mère de Yuko
- Noriko Hodaka : Teruko Ono, la sœur ainée de Yuko
- Ryūji Shinagawa : Masaharu Ono, le frère ainé de Yuko
- Yukihiko Iwatare : Hiroshi Ono, le petit frère de Yuko
- Chōchō Miyako : Yae, la bonne de la famille Ono
- Jirō Tamiya : Takenaka